# Váh (folklorní soubor)
Folklorní soubor Váh z Púchova založil v roce 1971 spolu se svými přáteli spisovatel Milan Húževka. Ve své tvorbě se zaměřuje na interpretaci lidových písní, tanců a hudby ze všech regionů Slovenska: z oblastí Trenčína, Myjavy, Zemplína, Liptova, goralské oblasti, ale i Púchovské doliny. Dvacet let byla vedoucí a choreografkou FS Váh Mgr. Eva Kukučková, která se zabývala zejména "scénickým" zpracováním folklóru středního Pováží. Od roku 2006 byla uměleckou vedoucí a choreografkou souboru Mgr. Žaneta Littová. V roku 2012 jí na jejím postě nahradil nový umělecký vedoucí a choreograf, známí etnolog a odborník v oblasti folkloristiky okolia Trenčína - PhDr. Richard Benech. Za jeho éry soubor absolvoval vícero zahraničních vystoupení na mezinárodních festivalech ale i domácích vystoupení na prestižních festivalech Slovenska: Východná, Detva, Dubnický folklórní festival a jiné. V roce 2018 pod odborným dohledem PhDr. Richarda Benecha vydal soubor dokumentační kalendář s odborným textom a fotografiemi lidového oděvu Středního Pováží - Herbarium Populi Vagi, ktorí sa dočkal vysokého uznání mezi folkloristi, umělci a odborníky v oblasti etnografie a entologie. 